# Industrial Aggression
Der Anglizismus Industrial Aggression (deutsch Industrielle Aggression) bezeichnet in der Soziologie die spontane und gewalttätige Protest- oder Widerstandshandlung von Arbeitnehmern gegen Sachen oder Personen ihrer unmittelbaren Arbeitsumgebung. In der forensischen Psychologie wird der Begriff ebenfalls verwendet.

## Inhalt
Industrielle Aggression ist eine embryonale Form des Arbeitskampfes und tritt vornehmlich bei restriktiven und monotonen Arbeitsabläufen (z. B. Fließband) auf. Der Soziologe Rainer-W. Hoffmann unterscheidet zwei „resignative Ohnmachtshandlungen“ als Reaktion auf Arbeitshetze und dauerhaft frustrierenden Stress: neben der „schweigend-duldsamen Variante (z. B. Absentismus, Betriebsalkoholismus, Drogengebrauch am Arbeitsplatz) (…) eine aggressive Variante“, genannt industrielle Aggression. Diese kann sich in Formen des Vandalismus entladen. Als eine „Abreaktion“ von aufgestautem Arbeitsleid, handelt es sich um individuell-eruptive Gewaltakte gegen Arbeitsmittel, Arbeitsprodukte oder Vorgesetzte. Weite Publizität erreichten beispielsweise Akte des Vandalismus in amerikanischen Automobilwerken während der 1970er Jahre. Der industriellen Aggression verwandt ist die Sabotage, die jedoch im Unterschied zu jener in der Regel in absichtsvoller und verdeckter Weise ausgeführt wird.